# 13606 Bean
13606 Bean eller 1994 RN5 är en asteroid i huvudbältet som upptäcktes den 11 september 1994 av Spacewatch vid Kitt Peak-observatoriet. Den är uppkallad efter den amerikanske astronauten Alan L. Bean.